# Портрет на принцеса Мария Кристина
{{към пояснение|Мария Кристина|Мария Кристина (пояснение)|тип=картина}
„Портрет на принцеса Мария Кристина“ (на италиански: „Ritratto della principessa Maria Cristina“) е картина на френската художничка Елизабет Виже Льо Брюн от последната четвърт на 18 век. Картината (120 х 94 см) е изложена в Зала 51 на Национален музей  „Каподимонте“ в Неапол. Използваната техника е маслени бои върху платно.

## История
С избухването на Френската революция художничката Елизабет Виже Льо Брюн и семейството ѝ напускат Париж и се преместват в Неапол, а по-късно в Рим. През периода на престоя си в Неапол тя рисува по поръчка на краля на Двете Сицили Фердинанд I и кралица Мария-Каролина Австрийска четири портрета на техните деца, като този е един от тях. В наши дни портретът е изложен в Кралския апартамент на Музей „Каподимонте“ в Неапол.

## Описание
На картината е изобразена принцеса Мария Кристина, заобиколена от лека и спокойна атмосфера, въпреки политическата нестабилност в края на 18 век. Тя е с естествено разпусната коса, привързана с червена панделка. Момичето е облечено в обикновена и скромна бяла рокля, препасана в талията също с червена панделка. Художничката романтично ни показва принцесата в момент на бране на рози, придавайки по този начин конвенционален тон на картината, като избягва също така и празничните формалности, характерни за неаполитанския двор.